# Magnus Stenbocksskolan
Magnus Stenbocksskolan var en grundskola i Helsingborg som invigdes den 11 januari 1912, men togs i bruk redan 1911. Skolbyggnaderna är belägna på Hjalmar Forsbergs gata 2, mellan stadsdelarna Tågaborg och Stattena i stadens norra delar. Skolan kallades i folkmun för "Mange" och byggnaden byggdes i helsingborgstegel med källarvåning i ljus bohusgranit. På platsen där delar av Magnus Stenbocksskolan låg tidigare byggdes istället Tågaborgsskolan, som invigdes den 7 september 2013. Den sista skoldagen på Magnus Stenbocksskolan hölls den 5 juni 2013.

## Historik

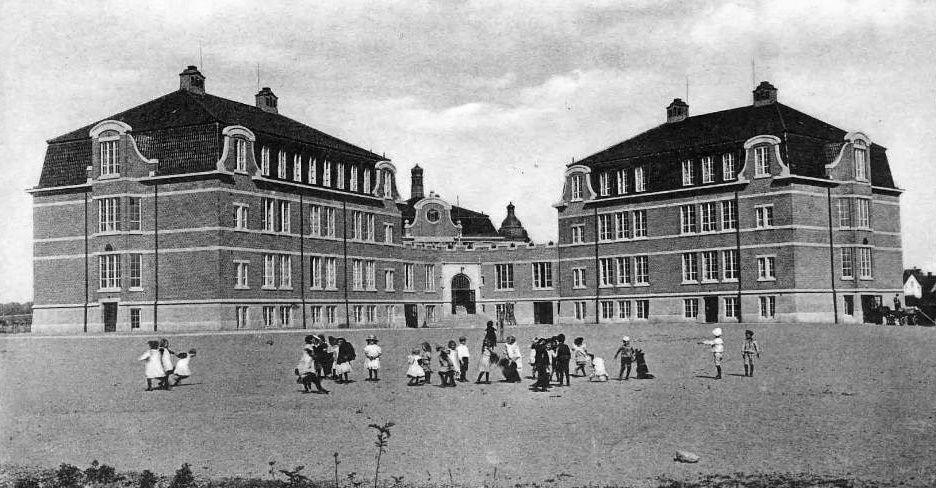
Ett fotografi på Magnus Stenbocksskolan från cirka 1912.

Skolan invigdes den 11 januari 1912, men togs i bruk redan 1911. Innan uppförandet hade en arkitekttävling hållits, som vanns av Mauritz S:son Claes, med andrapris till Torben Grut och tredjepris till August Ewe & Carl Melin. Dock anklagades Claes för att ha plagierat sitt förslag från en skola i Schweinfurt av Paul Bonatz och istället fick stadsarkitekt Alfred Hellerström i uppdrag att slutföra planeringsarbetet. Denne arbetade vidare på huvuddragen i Claes förslag och skolan kom att utföras i barockinspirerad jugend. Skolan fick namn efter guvernören över Skåne 1703–1712, Magnus Stenbock, då det vid tillfället rådde en hjältekult kring fältherren, som 1710 segrade vid slaget vid Helsingborg. Skolan är också belägen nära det område där slaget stod. Medan skolan uppfördes användes Krookska stiftelsens byggnad under åren 1909–1911 som undervisningslokal.
Det ursprungliga förslaget var större än det som slutligen uppfördes. Tanken var att en likadan, men spegelvänd, anläggning skulle uppföras söder om det som uppfördes, för att skapa en pampigt U-format byggnadskomplex. Detta skedde alltså aldrig. Byggnaden rönte, trots tävlingsskandalen och det faktum att den inte var fullbordad, stor uppmärksamhet, både nationellt och internationellt. Ritningar och modell av skolan visades på utställningar i S:t Petersburg 1912, i Buffalo i USA 1913, vid Baltiska utställningen i Malmö 1914 och i Lyon samma år. Snart blev skola dock för liten och Krookska stiftelsen kom återigen till användning, denna gång som filial åren 1916–1926.
Det fortsatt ökande elevantalet ledde senare till flera utbyggnader. År 1952 invigdes hus B och C avsedda för låg- och mellanstadiet och 1969 tillkom hus D med gymnastiksalar och matbespisning, samt hus E med en mindre gymnastiksal. Hösten 1997 invigdes det senaste tillskottet – det så kallade F-huset, som rymmer undervisningssalar för naturorienterande ämnen/miljöundervisning.
Den 5 juni 2013 hölls den sista skoldagen på Magnus Stenbocksskolan och sommaravslutningen det året hölls istället på den då nybyggda Tågaborgsskolan den 11 juni samma år.

## Nybyggnadsplaner

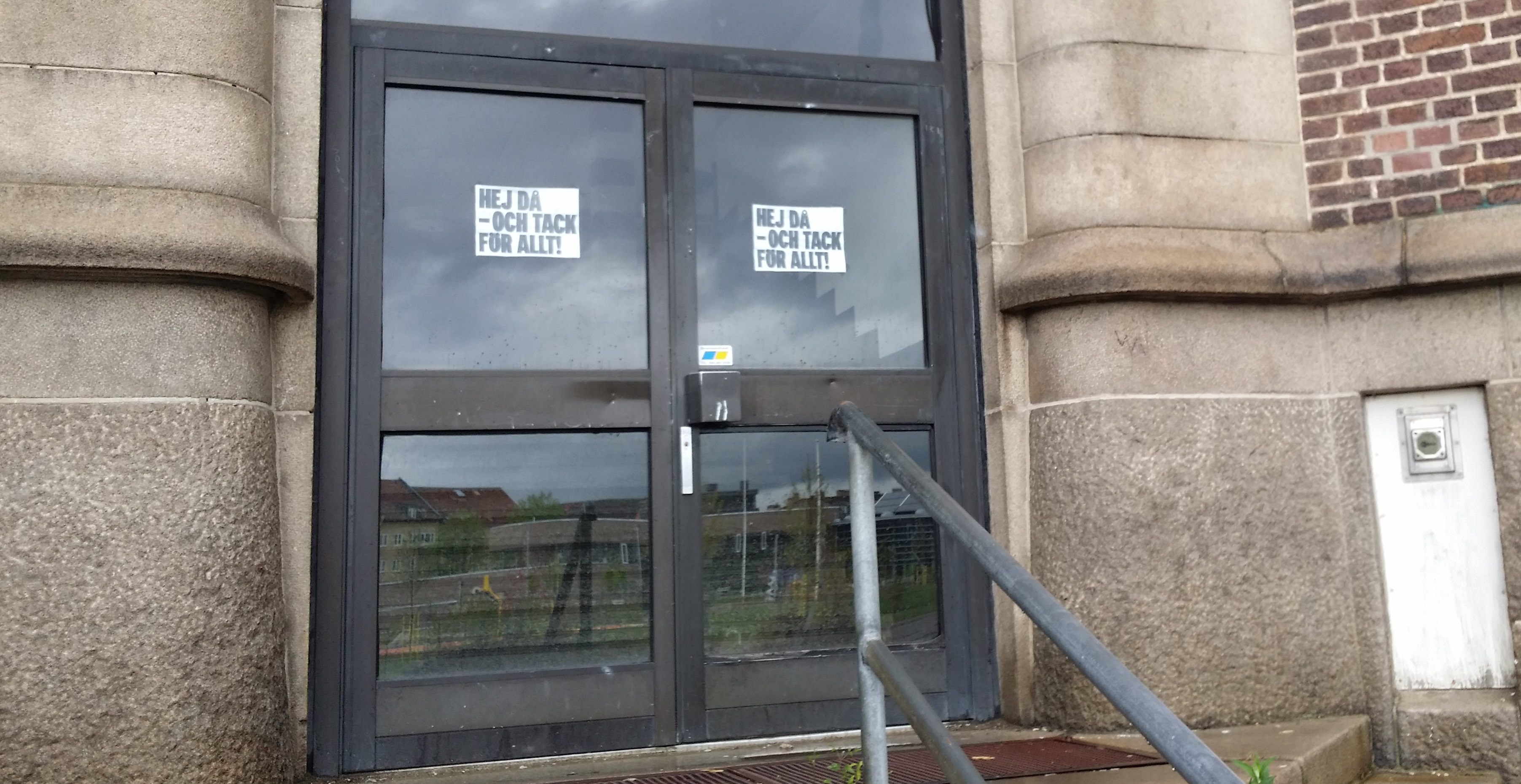
"Hej då – och tack för allt!" stod det på huvudingången till skolan efter den hade lagts ned.

2004 upptäcktes att bjälklagen i de ursprungliga byggnaderna var alltför skadade för att undervisning skulle kunna hållas i lokalerna. Verksamheten i dessa lokaler flyttade därefter genast ut i baracker på skolgården och diskussioner om vad som skulle ske med byggnaden påbörjades. Både förslag om restaurering och rivning togs upp, men till slut föll valet på att en helt ny skolbyggnad skulle byggas sydost om den gamla, på nuvarande Magnus Stenbocksskolans plats. Alla de senare tilläggen till skolan skulle i förslaget rivas, medan den ursprungliga skolbyggnaden skulle byggas om till bostäder och bredvid denna ska ett antal flerbostadshus i form av stadsvillor uppföras. På den gamla skolgården, mellan den gamla och nya skolan, anlades en grön plats som ersättning för Magnus Stenbocksskolans plats.
Detaljplanen för den nya skolan överklagades av boende i närområdet och bygget kom därigenom att försenas. Överklaganden gällde till största delen hur de nybyggda stadsvillorna förhöll sig till redan existerande bebyggelse och hur dessa påverkar boendemiljön och kulturintresset i stadsdelen. De överklagandes begäran avslogs dock både av länsstyrelsen 2009 och slutligen av regeringen 2010. Det kommunala fastighetsbolaget Kärnfastigheter beräknade efter detta att den nya skolan skulle stå klar 2013. Bygget av den nya skolan påbörjades den 14 april 2011.
Peab vann markanvisningstävlingen med sitt bud på 27,1 miljoner kronor. Totalt byggdes över 110 lägenheter på ytan; 75 i de två byggnader som sparades och ett 40-tal på skoltomten.